# فايت فالنتين
فايت فالنتين (بالألمانية: Veit Valentin)‏ هو أمين الأرشيف وأستاذ جامعي ومؤرخ ألماني، ولد في 25 مارس 1885 في فرانكفورت في ألمانيا، وتوفي في 12 يناير 1947 في واشنطن العاصمة في الولايات المتحدة.

## وصلات خارجية
- فايت فالنتين على موقع مونزينجر (الألمانية)